# Rik Renders
Henri "Rik" Renders, né le 6 novembre 1922 à Hekelgem et mort le 24 décembre 2004 à Alost,, est un coureur cycliste belge. Il participe à des compétitions durant les années 1940 et 1950.

## Biographie
Rik Renders passe professionnel au printemps 1944 à la fin de la Seconde Guerre Mondiale. Il intègre ensuite l'équipe française Mercier-Hutchinson en 1945. Avec cette formation, il s'impose sur l'Omloop van de Hoppestreek. Il finit par ailleurs quatrième d'une édition du Tour de Belgique.
Lors de la saison 1947, il termine troisième du Tour des Flandres, sous les couleurs de la structure Garin-Wolber. Il se distingue également sur le Tour d'Espagne en terminant deuxième d'une étape et neuvième du classement général. L'année suivante, il participe au Tour de France, où il se classe dixième de la première étape. Il poursuit la compétition jusqu'en 1951 avant de mettre un terme à sa carrière.

## Palmarès
- 1944
  - Circuit des Régions flamandes indépendants
  - 2e de Bruxelles-Charleroi-Bruxelles
- 1945
  - Omloop van de Hoppestreek
  - 2e du Grand Prix du 1er mai
  - 3e de la Coupe Marcel Vergeat
- 1946
  - 2e du Circuit d'Amblève
- 1947
  - 3e du Tour des Flandres
  - 9e du Tour d'Espagne
- 1948
  - 10e du Tour des Flandres

## Résultats sur les grands tours

### Tour de France
1 participation
- 1948 : abandon (13e étape)

### Tour d'Espagne
1 participation
- 1947 : 9e